# Martin Fleig
Martin Fleig (* 15. Oktober 1989 in Freiburg im Breisgau) ist ein ehemaliger deutscher Behindertensportler im Bereich des nordischen Skisports.

## Leben
Fleig wurde in Freiburg im Breisgau geboren und wuchs dort auf. Nach seinem schulischen Abschluss machte er eine Ausbildung zum Verwaltungsfachangestellten bis August 2013 beim Landratsamt Breisgau-Hochschwarzwald, bei dem er nun tätig ist.

## Karriere
Fleig gewann zwischen 2009 und 2013 fast ununterbrochen die Deutschen Meisterschaften.
Die Teilnahme für Deutschland bei den Winter-Paralympics 2014 in Sotschi war seine erste Teilnahme an Paralympischen Spielen. Er war mit einem vom Fraunhofer-Institut für Werkstoffmechanik zusammen mit dem Karlsruher Institut für Technologie entwickelten und mit einem 3D-Drucker gefertigten Schlitten namens „Snowstorm“ angetreten. Die Produktions- und Entwicklungskosten belaufen sich auf etwa 160.000 Euro.
In der Saison 2016/17 gewann er in Finsterau zwei Weltmeisterschaften und wurde Weltcup-Sieger.
Bei den Winter-Paralympics in Pyeongchang gewann er im Biathlon über 15 Kilometer die Goldmedaille. Über 12,5 Kilometer belegte er den 4. Platz. Für den Gewinn der Goldmedaille wurde er am 7. Juni 2018 mit dem Silbernen Lorbeerblatt ausgezeichnet.

## Auszeichnungen
- 2012: Sportler des Jahres der Stadt Freiburg[5]
- 2018 Parasportler des Jahres[6]
- 2018 Silbernes Lorbeerblatt[7]
- 2022 Silbernes Lorbeerblatt[8]